# The Horribly Slow Murderer with the Extremely Inefficient Weapon
The Horribly Slow Murderer with the Extremely Inefficient Weapon (El asesino horriblemente lento del arma extremadamente ineficiente) es un cortometraje paródico de 10 minutos grabado en 2008 por Richard Gale. El vídeo trata de un hombre, Jack Cucchiaio al cual le persigue un asesino llamado Ginosaji, que le intenta matar a golpes con una cuchara.
El vídeo ganó el Premio Especial de Jurado en el Austin Fantastic Fest, el Premio al Mejor Cortometraje en el Fantasia Film Festival y el Premio de Elección de los Ciudadanos y el Gran Premio por un Cortometraje en el Puchon International Fantastic Film Festival, y fue nombrado el Mejor Cortometraje de 2009 por la Rue Morgue Magazine.
El vídeo se rodó en California a lo largo de 22 días, tuvo un presupuesto de 600 dólares, hecho con una cámara de vídeo digital Panasonic HVX200 y editado en Final Cut Pro.

## Trama
El cortometraje se presenta como el tráiler de una película de nueve horas de duración. Empieza con una voz superpuesta, diciendo: "Algunos asesinatos tardan segundos; otros, minutos; otros, horas; este asesinato...tardará años!".
Cuando la historia empieza, narra la vida de un forense llamado Jack Cucchiaio (Paul Clemens, su apellido significa cuchara en italiano), quien es perseguido por un hombre con una sudadera negra y la cara pintada de blanco (Brian Rohan), quien, sin razón aparente, empieza a golpearle con una cuchara. nadie parece creerle, ya que el asesino le ataca solo al estar sólo. Además, cuando Jack intenta defenderse clavándole un cuchillo, no le mata. En un momento dado, Jack ve una marca en su muñeca y, tras investigar sobre su significado, viaja al Este para saber que es conocido como el Ginosaji (cuchara plateada en japonés) y que es inmortal e imparable. Tras esto, Jack huye por todo el mundo intentando huir de él o atacándole con armas como dinamita, pistolas, explosivos... pero siempre sobrevive. Al final, mientras Jack anda por el desierto y cae, la cuchara del Ginosaji se rompe y, cuando Jack piensa que ha terminado, el Ginosaji abre su sudadera, mostrando muchas más cucharas, cogiendo una y continuando con su tortura. Tras esto se enseñan los créditos y el título de la película, al estilo de un tráiler.

## Secuelas
Debido al éxito del vídeo, se lanzó una secuela, Spoon Vs. Spoon (cuchara contra cuchara) a YouTube, donde Jack pide ayuda a los internautas para enfrentarse al Ginosaji. Hace caso a un internauta que le recomienda enfrentarle con una cuchara, sin embargo, cuando se enfrenta a él, le desarma y el Ginosaji sigue golpeando a Jack, esta vez con las dos cucharas.
Una segunda secuela fue lanzada, llamada Save Jack (Salvar a Jack), donde se permite que el internauta escoja las opciones para salvar a Jack, incluyendo llevar armadura, usar un imán gigante, darle un abrazo o golpearle en la entrepierna. Sin embargo, todas acaban mal, haciendo la situación más tormentosa para Jack.
La tercera secuela, llamada Spoon Wars, es una parodia de Star Wars, estando los dos armados con espadas láser, acabando cuando Jack se despierta de un sueño.
Tras esto, se emitió en YouTube una webserie de cuatro capítulos, llamado Ginosaji vs Ginosaji, donde Jack intenta librarse convirtiéndose también en un Ginosaji. Sin embargo también fracasa. Al final del cuarto capítulo, dicen que no logró convertirse en un Ginosaji puesto que no sabe nada de él y que las respuestas se darán en la película que van a realizar.